# テオバルド2世 (ナバラ王)
テオバルド2世（スペイン語：Teobaldo II, 1238年頃 - 1270年12月4日）は、ナバラ王およびシャンパーニュ伯（在位：1253年 - 1270年）。シャンパーニュ伯としてはティボー5世（フランス語：Thibaud V）。「若年王」（el Joven）と呼ばれる。ナバラ王テオバルド1世（詩人王あるいは遺腹王。シャンパーニュ伯ティボー4世）とその3番目の妃マルガリータ・デ・ボルボーン（マルグリット・ド・ブルボン）の長男。

## 生涯
1253年、父王の死去によって王位と伯位を嗣いだ。しかしまだ若かったため、母親が1256年まで摂政を務めた。テオバルド2世は1255年、フランス王ルイ9世の王女イザベルと結婚した。義父とも親しくなり、相談を持ちかけたりしていたという。
1270年、テオバルド2世はルイ9世が主導する第8回十字軍に参加したが、ルイ9世は遠征先のチュニジアで同年8月に病死し、帰途に就いたテオバルドも同年12月にシチリアで病死した。嗣子はおらず、弟のエンリケ（アンリ）が王位と伯位を継承した。